# Montaperto
Les Montaperto étaient une famille noble sicilienne que l'on croit être d'origine  normande.

## Histoire
Selon un document daté du 7 octobre 1095 et considéré comme un faux destiné à renforcer la légitimité du pouvoir de la famille, Gerlando Montaperto fils de Giovanni Matteo aurait reçu de Roger Ier de Sicile le fief de Guastanella qu'il avait conquis sur les Sarrasins,.
La famille reçut le fief de Guastanella en 1161 et en 1741 le titre de ducs de Santa Elisabetta. Ensuite du D.M. 18 novembre 1908 Salvatore Montaperto a été reconnu le titre de duc de Santa Elisabetta comme transmissible aux mâles premiers-nés de la famille.